# The Photographer

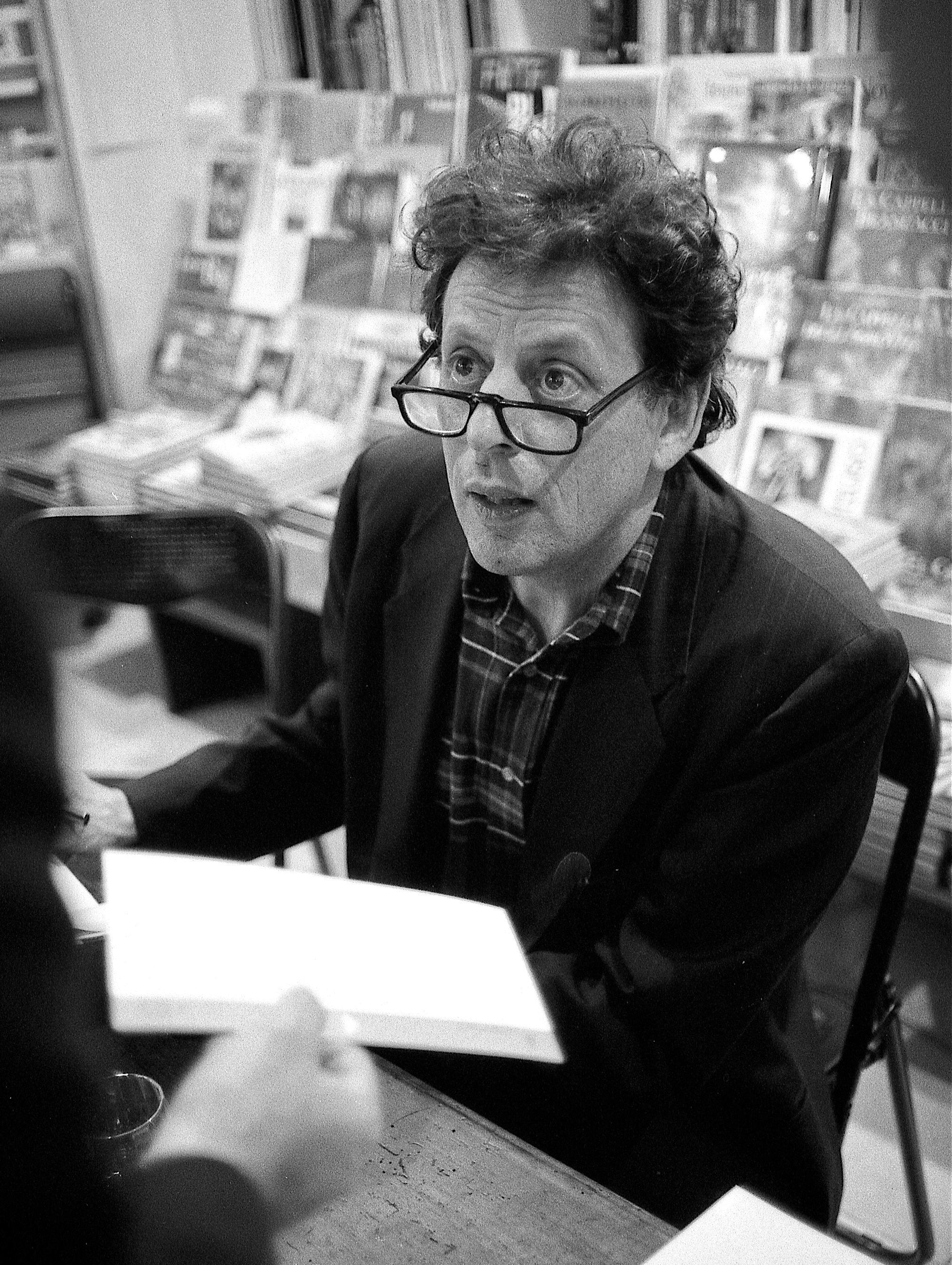
Philip Glass

The Photographer  (Fotografen) är en blandad mediaföreställning i tre delar (ibland benämnd som kammaropera) med musik av Philip Glass. Librettot bygger på mordrättegången mot den engelske 1800-tals fotografen Eadweard Muybridge. Operan var en beställning av  Holland Festival och hade premiär 1982 på kungliga slottet i Amsterdam.

## Historia

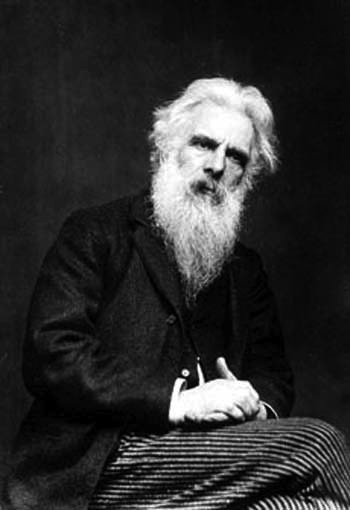
Eadweard Muybridge

Eadweard Muybridge var en engelskfödd fotograf som emigrerade till USA och blev en tidig pionjär inom fotografikonsten. Han tog bilder av landskapen i Yosemite nationalpark vilka flyttade fram mediets estetiska och teknologiska gränser. Hans samarbete med Leland Stanford resulterade i de tidigaste försöken med fotografiskt rörliga bilder. 
1874 mördade Muybridge major Harry Larkyns (omtalad som 'Colonel Harry Larkyns' i verket) då han misstänkte att Larkyns var hustrun Floras älskare. Han frikändes av juryn trots att domaren ansåg att han skulle dömas för mord. Rättegången blev beryktad då försvaret hävdade att en gammal skallskada från en vagnsolycka ändrade Muybridges personalitet. Nutida neuroforskare anser att olyckan kan ha resulterat i vissa typer av hjärnskador.
Texten i Glass verk bygger på ordagranna utdrag från rättegången och Muybridges brev till hustrun. Andra akten innehåller en bildserie av Muybridges fotografier. Emedan verket bygger på de historiska händelserna i Muybridges liv kommenterar det även aspekter av hans arbete. 

## Personer
- Eadweard Muybridge
- Flora Shallcross Stone Muybridge
- Överste Harry Larkyns (byggd på Major Harry Larkyns)
- Åskådare i viktorianska kläder

## Handling
Verket består av tre akter: en pjäs med musik, en konsert som ackompanjerar bildserien, samt en dans musikackompanjemang. Den totala speltiden är ca 90 minuter.

### Akt I
Akt I består av en pjäs som innehåller tre olika musikstycken. Pjäsen återberättar Muybridges mord på major Harry Larkyns och rättegången, allt med en vanvördig ton. 
Musikstycket "A Gentleman's Honor" innehåller ord från rättegångsreferatet, kommentarer och Muybridges brev. Huvudhandlingen är det fotografi av Muybridges son Florado, som Flora skickade till Larkyns med antydningen att Larkyns kunde vara fadern ('Whose baby is this'); åskådarnas kommentarer ('All that white hair and a long white beard'); samt referenser till Muybridges vagnsolycka och hans senare fotografiexperiment ('Horses in the air '). Fraserna 'Artificial moonlight' och 'Artificial sky' kan härröra från tekniker använda av Muybridge i dennes landskapsteknologi (pålagda moln på fotona). Glass noterar att han ursprungligen använde text från A Gentleman's Honor hämtad från Muybridges dikt "Circles", men Glass ändrade sig och bad  David Byrne att använda material från själva rättegången och Muybridges brev. 

### Akt II
Akt II består av ett violinsolo, eller "concert", som ackompanjerar en figur (Muybridge) i mörkerrummet och en bildserie av fotografier tagna av Muybridge. Kritiker har jämfört soloviolinens sågliknande ljus med folkdansen hoedown eller "tidiga amerikanska" ljud, trots att Glass hävdar att denna liknelse inte var uppsåtlig.

### Akt III
I akt III återvänder karaktärerna från akt I för en dans (med Muybridge, Flora, Larkyns och viktorianer som åskadare). I några uppsättningar blandas dansen med "framkallade" fotografier från akt II.

## Komponerande och premiärer
Generalrepetitionen ägde rum i maj 1982 på det kungliga slottet i närvaro av drottning Beatrix och prins Claus. Den egentliga premiären skedde i juni 1982 som en del av Holland Festival, för vilken verket var beställt. Den nederländske regissören och designern Rob Malasch var den som föreslog och utvecklade verket. Senare reviderade Glass stycket och ändrade namnet till "The Photographer: Far from the Truth". Trots att det byggde på Malaschs originalidé skrevs pjäsens nya version av Rob Coe. Glass framförde verket även som en samling av sånger hämtade från akt I och orkestermusik från akt III.
Glass distinkta minimalistiska musikstil förebådar operan tema, då tanken på repetitiva ljud och små förändringar verkar återspegla Muybridges tekniker med sina berömda rörliga bilder. Trots Muybridges insatser och släktskapet med kompositörens arbete behandlar verket inte nödvändigtvis Muybridges rättegång med vördnad, och dansen verkar använda ämnet som ett tillfälle att kommentera de motsägande moraliteterna från Muybridges egen tid. Glass har sagt att han ville återspegla tanken med en "Victorian melodrama" i sin musik.
Verket visar på Glass utveckling från ensembleverk som Einstein on the Beach till mer traditionell orkesterarbete i sina senare verk. Glass har hävdat att användandet av ordet "minimalism" i samband med verket är "missledande" och skulle inte återskapa det som lyssnaren skulle förvänta sig att höra.

## Inspelning
Inspelningen gjordes med åtanke om de som inte kunde uppleva scenversionen. Flera stycken förkortades eller utelämnades helt och musikordningen ändrades. Endaste två av originalets tre orkesterstycken från akt I togs med.
Albumet släpptes den 26 juni 1984 av CBS Records / Epic och är endast 42 minuter långt (jämfört med originalets ca 90 minuter).

## Orkesterbesättning
Träblås: flöjt, sopransaxofon, altsaxofon, barytonsaxofon
Bleckblås: 2 valthorn, 2 trumpeter, 2 tromboner
Slagverk: Piano, synthesizer, elorgel
Röster: Körer
Stråkar: soloviolin, stråkar